# رضبة
الرَّضَبَة أو الإشفيرية أو الايشيويرية (الاسم العلمي: Echeveria) هي جنس من النباتات العشبية اللحمية المعمرة يتبع الفصيلة المخلدية من رتبة كاسرات الحجر. أوراقها ضمية التجميع تتوسطها الشماريخ الزهرية. أزهارها خماسية البتلات الناشزة الأكظار. تزرع للتزيين ضمن البيوت وفي الحدائق.

## معرض صور

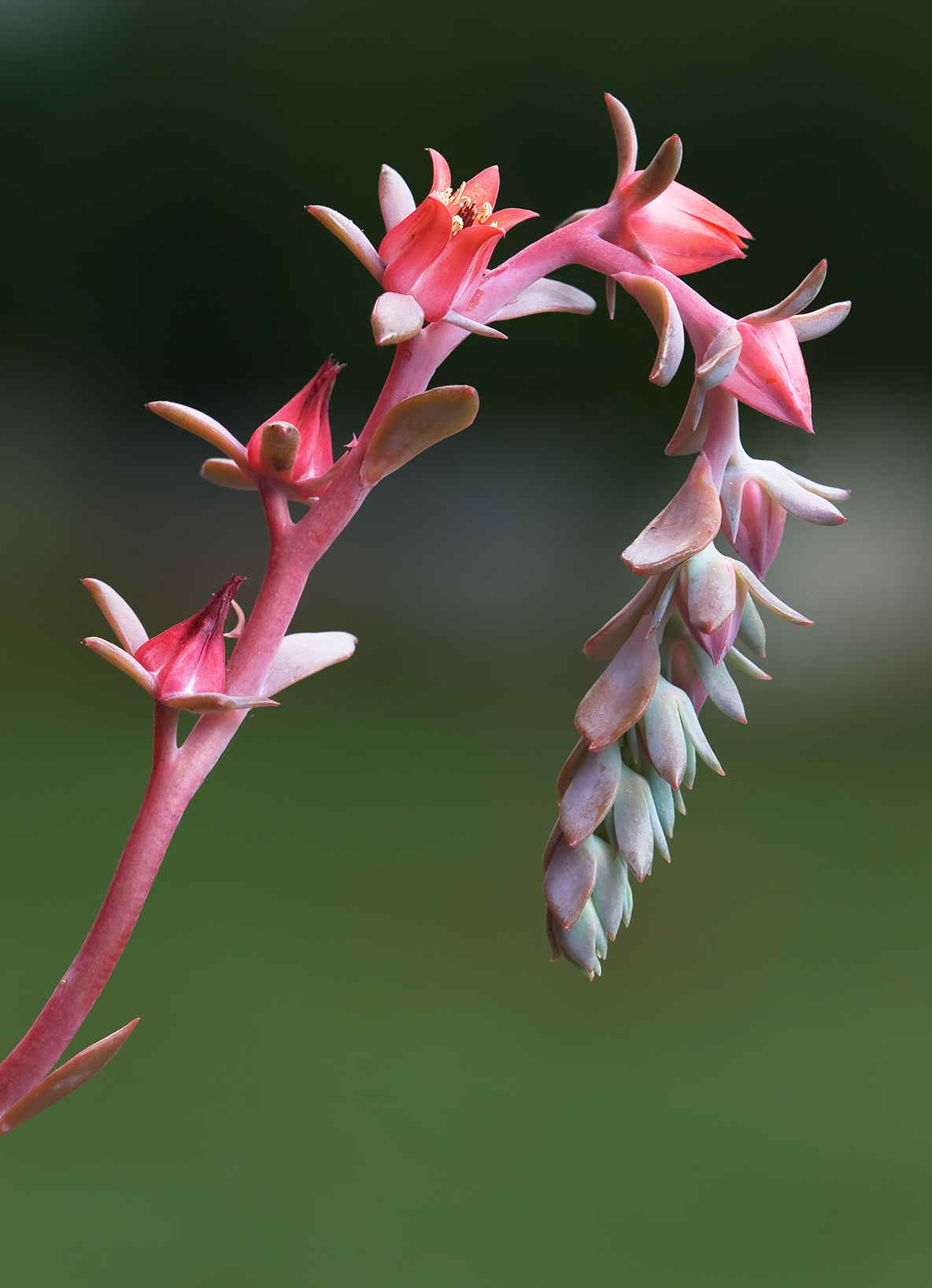
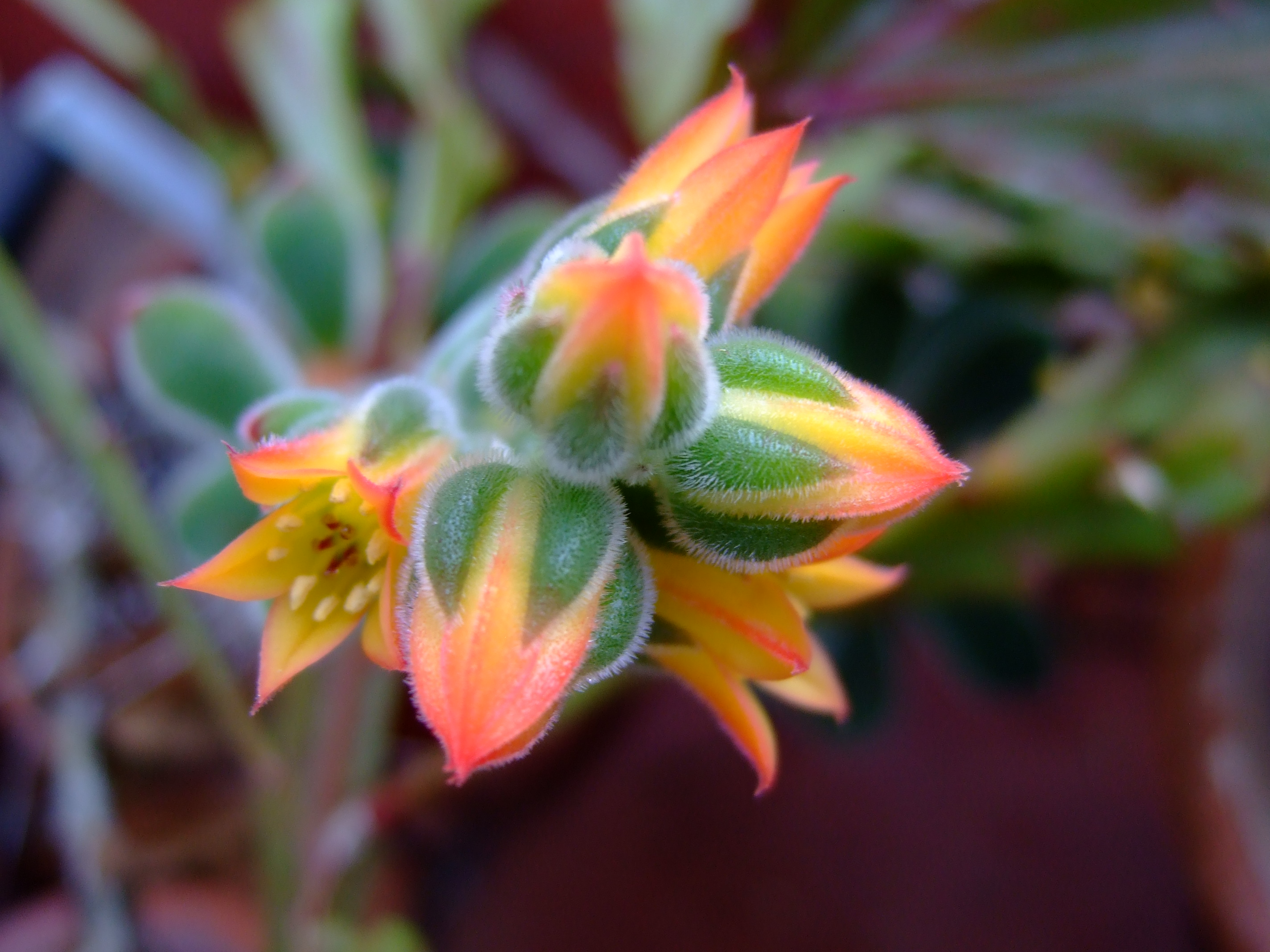
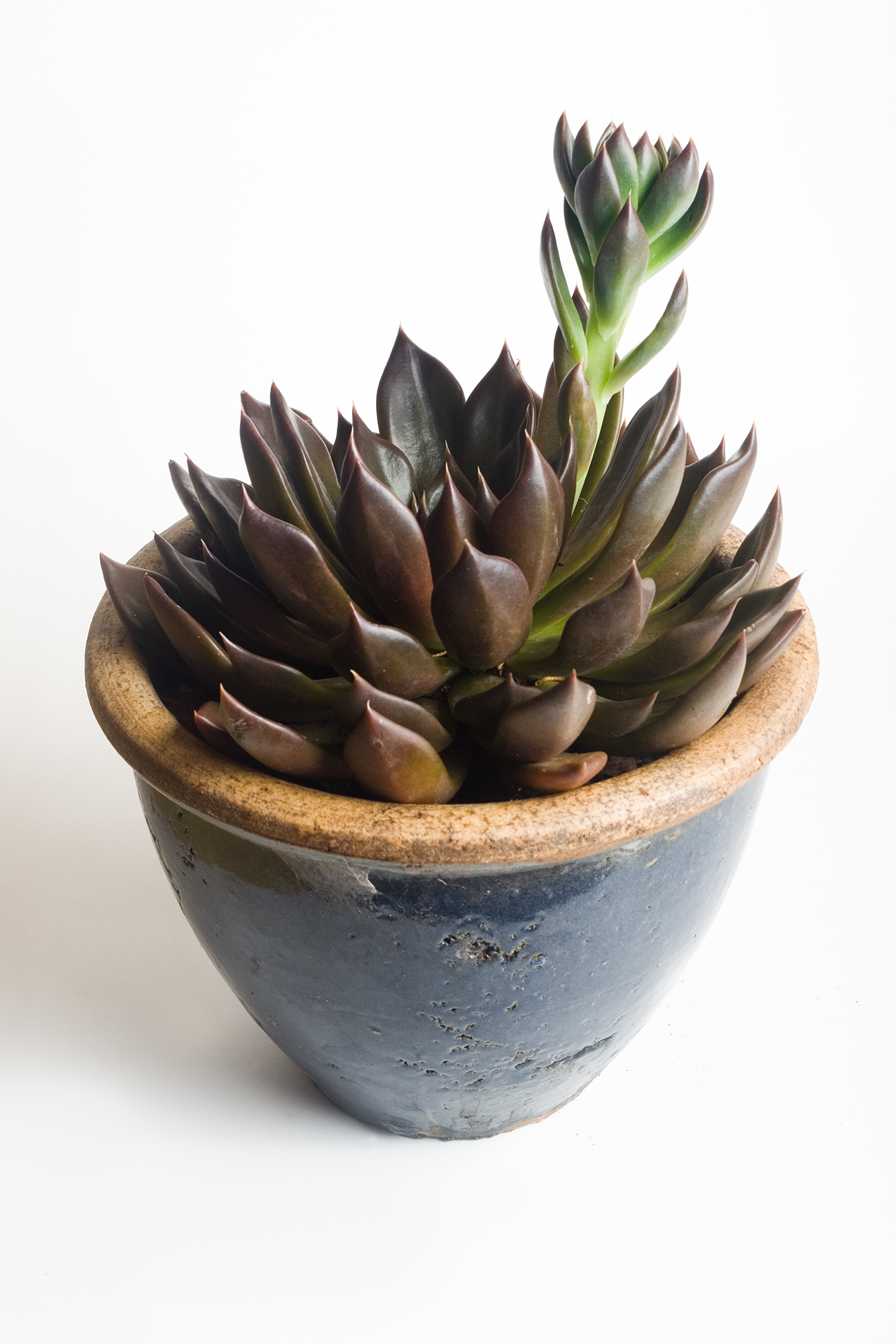
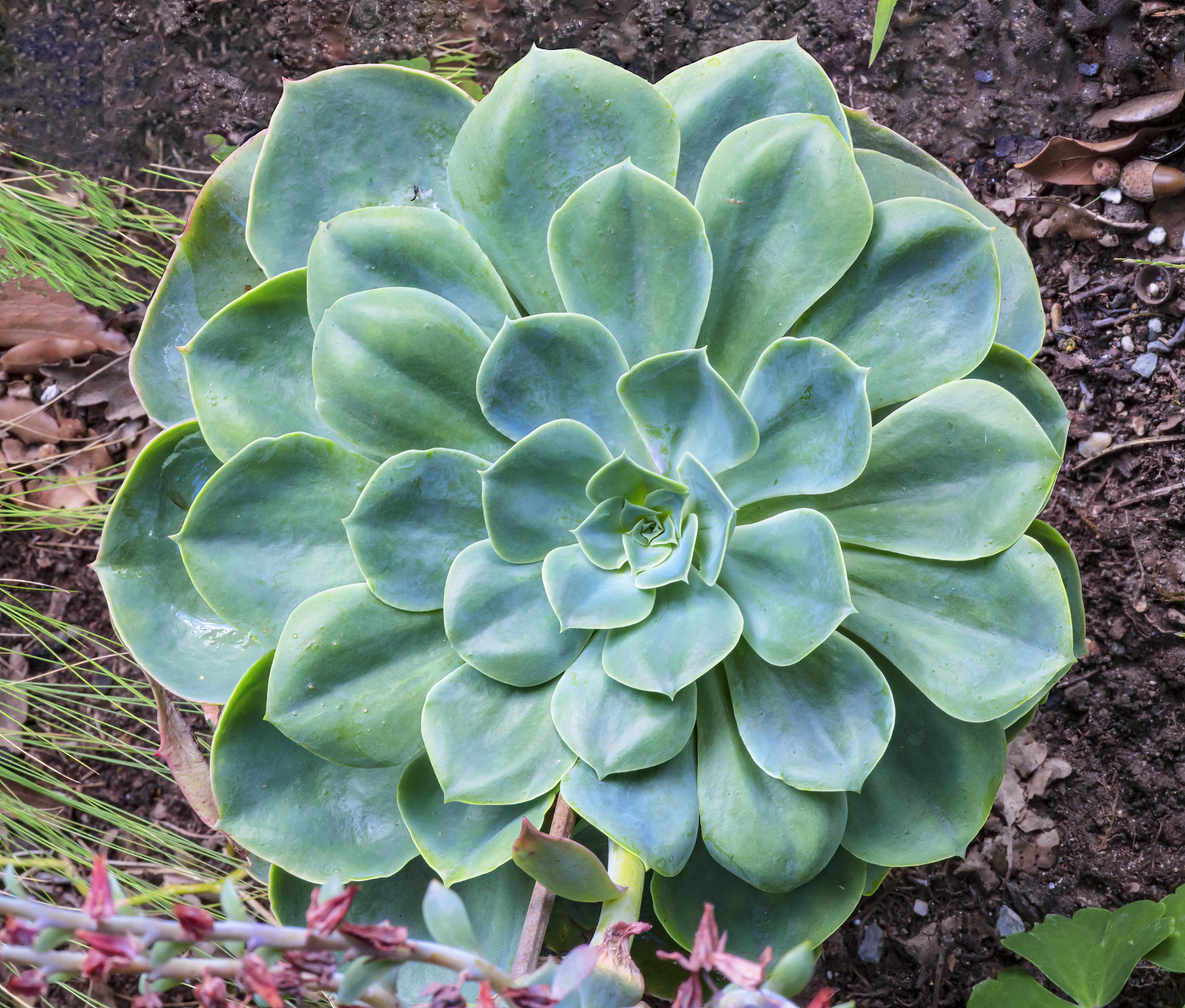
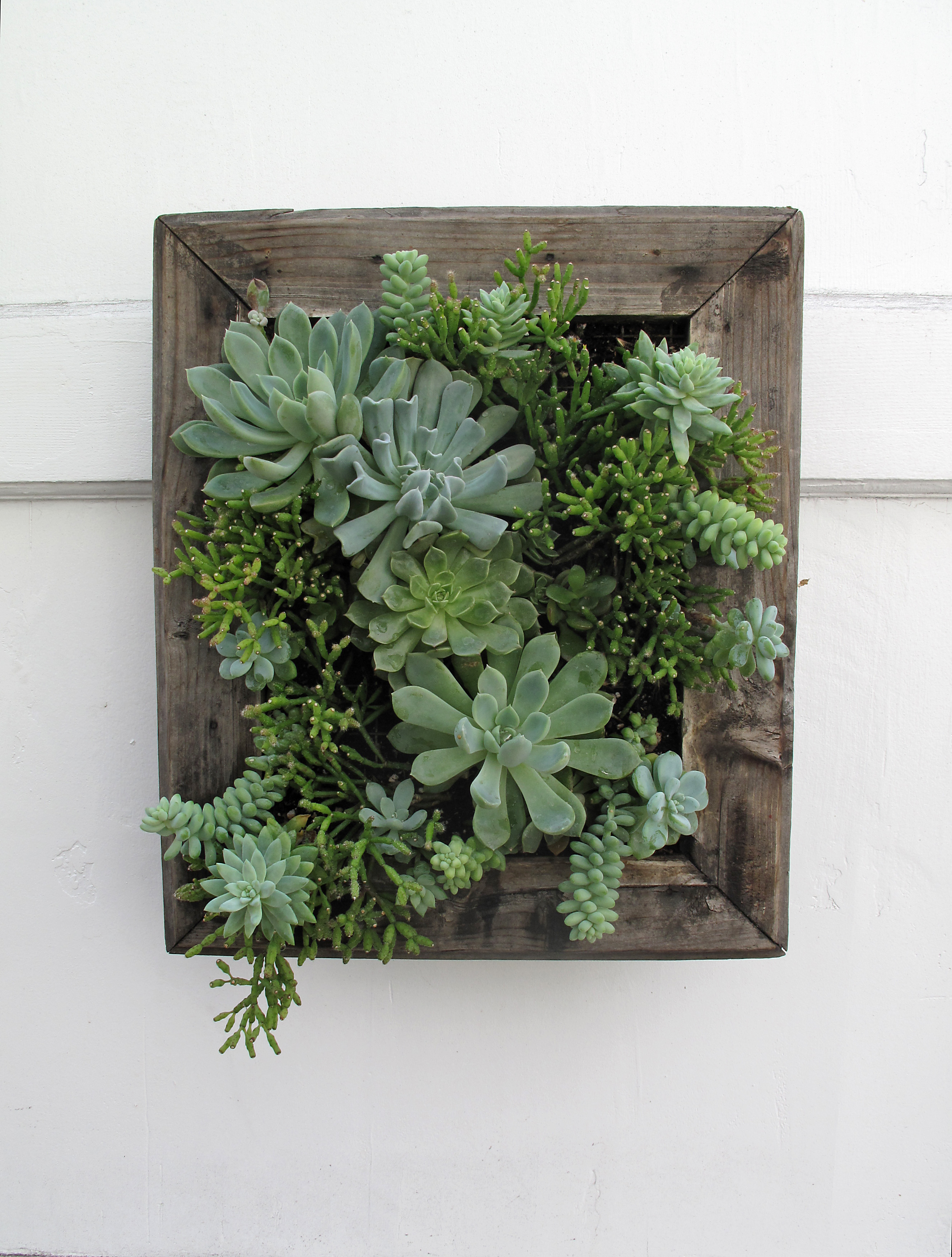